# ویبراتور جنسی

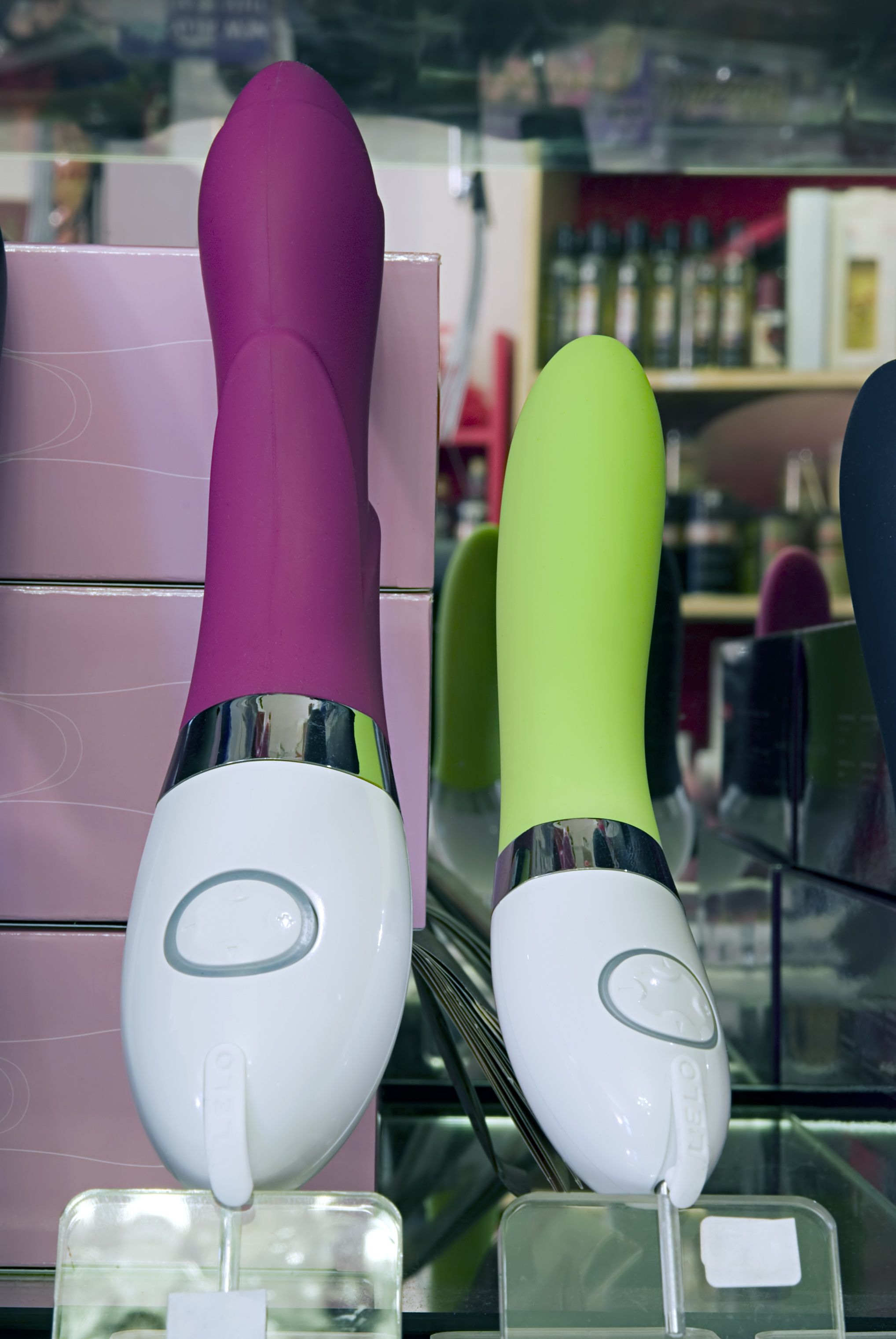
نگاره ۲ لرزاننده در فروشگاه

لرزاننده یا ویبراتور (به انگلیسی: Vibrator) گونه‌ای اسباب‌بازی جنسی است برای تحریک اعصاب بدن و پوست به جهت دست‌یابی به یک احساس لذت‌بخش. برخی لرزاننده‌ها تنها برای تحریک نواحی شهوانی به منظور دست‌یابی به برانگیختگی جنسی طراحی و ساخته می‌شوند.

## تاریخچه

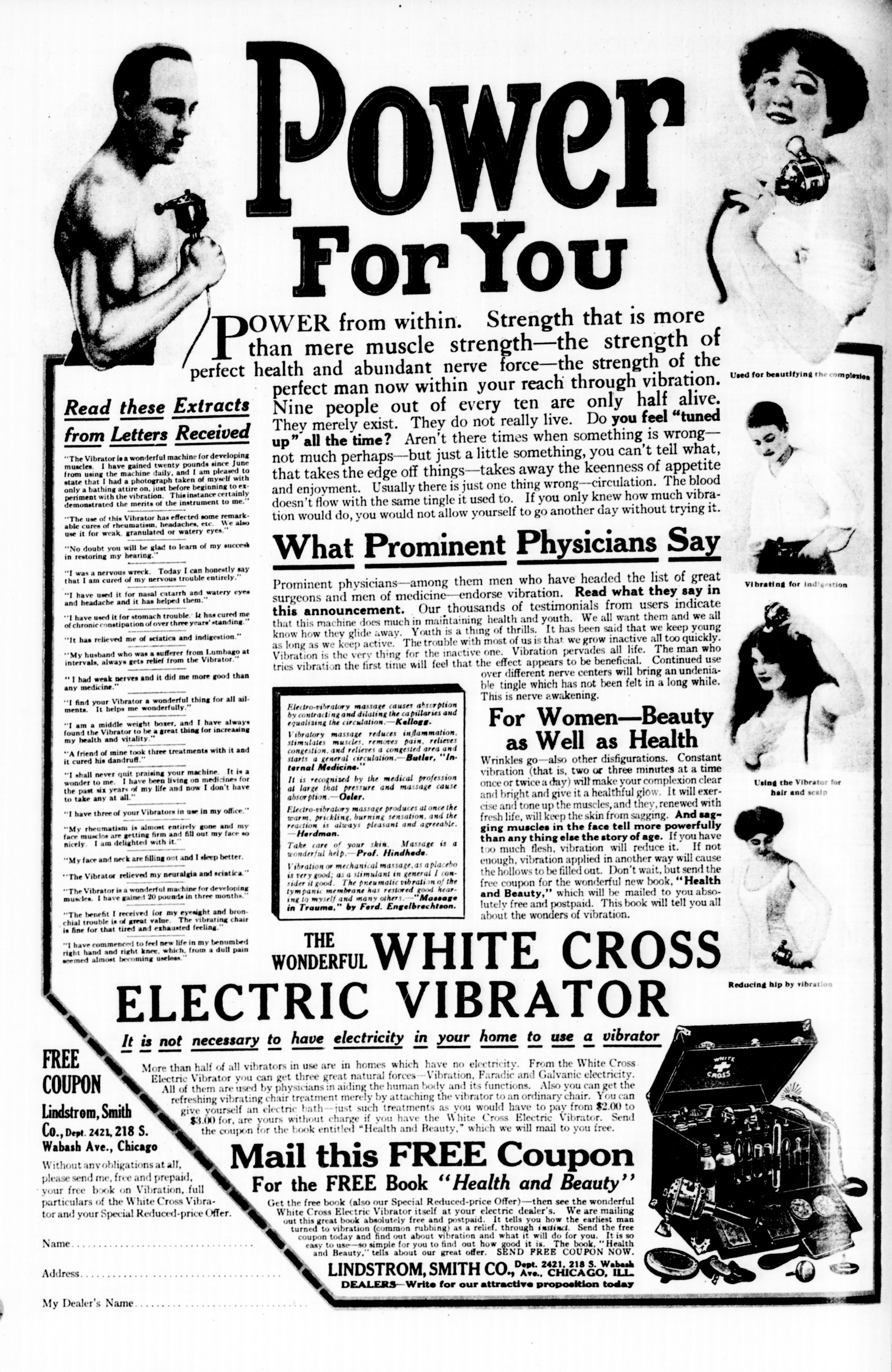
آگهی بازرگانی مربوط به سال ۱۹۱۳

پزشکان از زمان‌های دور برای درمان برخی بیماری‌های زنانه به آن‌ها انجام خودارضایی تجویز می‌کردند. در دوره ویکتوریا و در کشور انگلستان از «ماساژ لگن خاصره» به ویژه برای درمان هیستری زنانه بهره برده می‌شد و هدف از آن رسیدن بیمار زن به گونه‌ای «گه‌گیری (انقباض) هیستریایی» و اوج لذت جنسی بود. با این حال نه‌تنها آن‌ها «تحریک واژنی» را به این خاطر که هیچ ربطی به سکس نداشت، نادیده می‌انگاشتند، بلکه از نظر آن‌ها تحریک واژن برای زن امری وقت‌گیر و نیازمند کار زیاد به حساب می‌آمد.
امروزه این ویبراتور ها بیشتر مواقع در فیلم های پورن تبلیغات میشوند و بین عامه مردم آشنا شده است و در هر کشوری قابل خرید است 
یکی از نخستین گونه‌های لرزاننده‌ها تریموسویر 'Tremoussoir' نام داشت که در کشور فرانسه و به سال ۱۷۳۴ اختراع شد. نخستین لرزاننده‌ای که با نیروی بخار کار می‌کرد منیپولِیتور "Manipulator"نام داشت که توسط پزشک آمریکایی جورج تیلور و به سال ۱۸۶۹ اختراع شد. اختراع تیلور یک دستگاه بی‌نظیر به حساب می‌آمد اما بیش‌تر توسط پزشکانی که دست و مچ دستشان دچار کوفتگی می‌شد، مورد بهره‌برداری قرار می‌گرفت. نزدیکی‌های ۱۸۸۰ دکتر جوزف مورتیمر گرانویل گونه‌ای ویبراتور برقی-حرکتی را ثبت اختراع کرد. فیلم سینمایی هیستری تاریخچه‌ای از ویبراتورها را با موضوع قرار دادن اختراع دکتر گانویل به نمایش می‌گذارد.
بین سال‌های ۱۸۳۵ تا ۱۹۲۰ گوستاو زندر دستگاهی اختراع کرد که برای رسیدن به ارگاسم از آن بهره برده می‌شد اما این دستگاه نیز نخست برای یاری به افرادی که مشکل خوردن خوراک داشتند، تجویز می‌شد. این دستگاه هم‌اکنون در موزه بوئرهاو شهر لیدن هلند نگه‌داری و نمایش داده می‌شود.
در سال ۱۹۰۲ شرکت آمریکایی همیلتون بیچ نخستین لرزاننده برقی را ثبت اختراع و روانه بازارها کرد. این دستگاه برخلاف استفاده پزشکی که برای آن ساخته شده بود، پس از چرخ خیاطی، فن مکانیکی، کتری و توستر، پنجمین ابزار خانگی شد که با نیروی برق، کار می‌کرد. این در حالی است که تنها یک دهه پس از آن جاروبرقی و اتو برقی شدند. این لرزاننده‌های که دیگر قابل استفاده در منازل بودند، به شدت مورد توجه و استفاده قرار گرفتند. دلیل این امر هم تبلیغاتی بود که در برخی مجله‌های ویژه زنان چاپ می‌شد. از آنجا که از این لرزاننده‌ها در دهه ۱۹۲۰ در صنعت پورنو استفاده می‌شد، سبب شد تا اقبال عمومی جامعه نسبت به آن‌ها به سبب بار معنایی جنسی که داشتند کم‌تر شود.
لرزاننده‌ها بار دیگر و به سبب انقلاب جنسی در دهه ۱۹۶۰ دوباره باب شدند. در ۳۰ ژوئن ۱۹۶۶ جان ایچ تاول درخواست ثبت اختراع برای گونه «لرزاننده‌های بی‌سیم برای استفاده بدن انسان» نمود که این امر سبب شد ویبراتورها پایشان به زندگی روزمره هم باز شود. لرزاننده بی‌سیم که در ۲۸ مارس ۱۹۶۸ ثبت اختراع شد، به سرعت آغاز به پیشرفت‌هایی همچون دارا شدن قابلیت چند سرعتی و سازه یک تکه‌ای کرد که این خود سبب ارزان‌تر شدن آن و تمیز کردن آسان‌تر آن شد.
در دهه‌های ۱۹۸۰ و ۹۰ لرزاننده‌ها به‌طور وسیعی در فرهنگ عمومی پدیدار شدند. به ویژه پس از آن‌که در سال ۱۹۹۸ کانال اچ‌بی‌او سری فیلم‌های سکس و شهر را پخش کرد که در آن کاراکتر شارلوت به شدت به گونه‌ای از لرزاننده‌ها به نام رَبیت معتاد شد. دکتر لارا برمن در سری برنامه‌های اپرا به تاریخ مارس ۲۰۰۹، به مادران توصیه کرد که با تهیه یک الت مصنوعی برای دختران ۱۵–۱۶ ساله خود، به آن‌ها نحوه ارضا جنسی را آموزش دهند. امروزه فروشگاه‌های زنجیره‌ای بزرگی همچون سی‌وی‌اس، والگرینز، کراگر، سیف‌وی، تارگت و والمارت در ایالات متحده آمریکا اقدام به فروش لرزاننده‌ها می‌نمایند.
بر پایه پژوهشی که به سال ۲۰۰۹ و در مجله پزشکی جنسی منتشر شد، بیش از ۵۳٪ زنان ۱۸ تا ۶۰ سال از لرزاننده‌ها بهره برده‌اند. همچنین بر پایه تحقیقی که به سال ۲۰۱۰ در مجله سکس و زوج‌درمانی منتشر شد، ۴۳٫۸٪ از مردان دگرجنس‌خواه کمینه یک بار از لرزاننده‌ها بهره برده‌اند که ۹۴٪ این گروه از لرزاننده‌ها برای پیش‌نوازش شریکشان و ۸۲٪ نیزدر حین آمیزش از لرزاننده‌ها بهره برده‌اند.
تا سال ۲۰۱۳ لرزاننده‌هایی ساخته شدند که با باتری قابل شارژ کار می‌کردند که این خود به پاک‌تر شدن محیط زیست یاری شایانی می‌رساند.
== لرزاننده‌ها و اوج لذت جنسی 
==

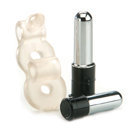
لرزاننده‌ای برای زوجین به نام حلقه عشق (Love Ring)

درمانگران جنسی به برخی زنان که در رسیدن به اوج لذت جنسی از طریق خودارضایی یا آمیزش جنسی دچار مشکل هستند، بهره‌گیری از لرزاننده‌ها را توصیه می‌کنند.
ممکن است زوجین تنها به قصد افزایش لذت جنسی خود یا شریک جنسیشان از لرزاننده‌ها بهره ببرند. گونه‌ای از لرزاننده‌ها تنها به این جهت طراحی شده‌اند تا زوجین بتوانند در هنگام آمیزش جنسی، دو نفری از آن‌ها بهره ببرند.

## گونه‌های لرزاننده‌های تحریک‌کننده

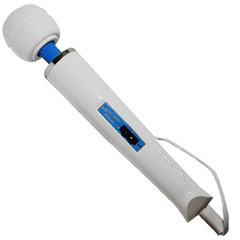
لرزاننده مدل Magic Wand

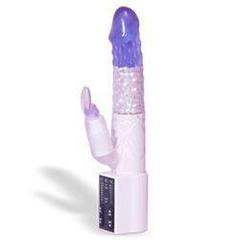
گونه‌ای لرزاننده

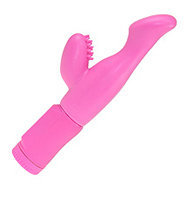
لرزاننده ویژه تحریک نقطه جی (G-Spot)

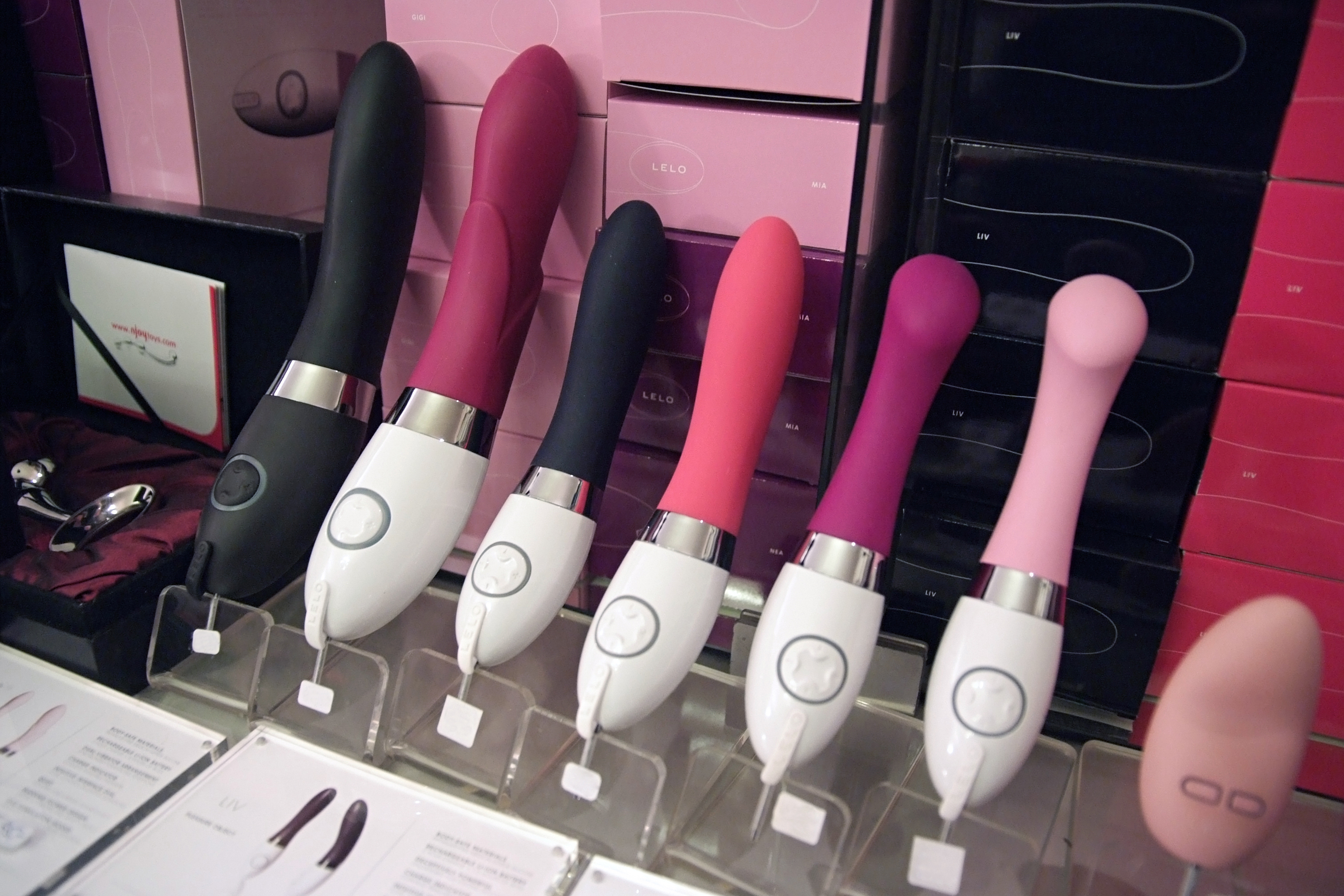
گونه‌های مختلف لرزاننده از یک برند تجاری

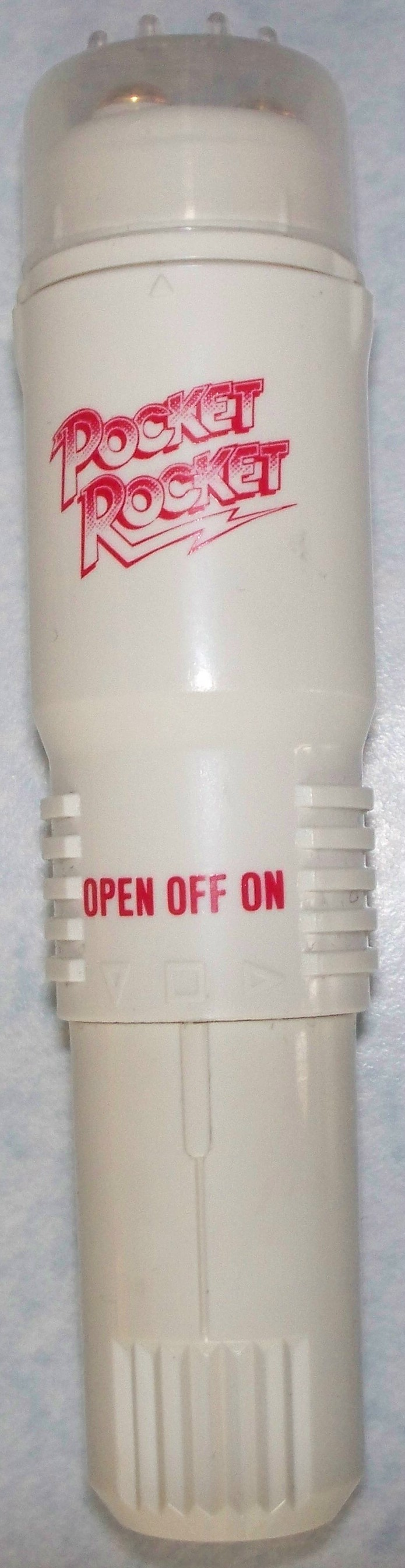
یک لزراننده قابل حمل از گونه جیبی

امروزه روش‌های مختلفی برای ماساژ وجود دارد و با پیشرفت علم دستگاه‌های لرزاننده به بازار آمده‌اند و توانسته‌اند ماساژ را ساده‌تر و در دسترس تر نمایند. این دستگاه‌ها انواع مکانیکی و الکترونیکی دارند که هر کدام کارایی مختلفی دارد. همواره باید به نسبت نیاز خود نوع لرزاننده را انتخاب نمایید لذا برخی گونه‌های لرزاننده‌ها در واقع «ورزماننده یا ماساژِر بدن» بوده و نه اسباب‌بازی جنسی.
برخی لرزاننده‌ها با باتری کار می‌کنند و برخی دیگر با برق خانگی. حتی گونه‌ای لرزاننده نیز وجود دارد که با مکش جاروبرقی کار می‌کند و برای تحریک کلیتوریس به کار می‌رود. برخی لرزاننده‌های نوین قابلیت همسان‌سازی با موسیقی در حال پخش از پخش‌کننده‌های موسیقی یا تلفن‌های همراه را دارا هستند. برخی لرزاننده‌های تجملی حتی با گونه‌ای سیلیکن پزشکی ویژه و بدون هیچ دکمه مهار طراحی و ساخته می‌شوند. این گونه لرزاننده‌ها از آن‌جایی که تمیزتر از دیگر گونه‌ها هستند، قابلیت رشد میکروب‌ها را تا حد بسیاری کاهش می‌دهند.
درحالی که برخی شرکت‌ها تنها اقدام به ساخت و فروش لرزاننده و کیر مصنوعی با اندازه‌های بزرگ می‌کنند، بیش‌تر این محصولات که برای بهره‌گیری در کس و کون طراحی شده‌اند، داری سایز نرمال هستند.
از گونه‌های لرزاننده‌ها می‌توان به موارد زیر اشاره نمود:
- لرزاننده‌های ویژه چوچوله و دسته‌های لرزاننده: اغلب از این گونه با عنوان «ورزنده پشت» نام برده می‌شود که از انواع آن‌ها می‌توان به مجیک وند اشاره کرد.[۱۸][۱۹] برای افزایش تحریک چوچوله و رسیدن به ارگاسم بهتر از این وسیله بهره برده می‌شود. می‌توان از گونه‌های دیگر هم برای تحریک چوچوله بهره برد اما این گونه تنها به همین منظور طراحی شده‌است. برخی گونه‌های لرزاننده‌های چوچوله‌ای دوکاره هستند و هم برای نقطه جی و هم برای چوچوله کاربرد دارند. همچنین این گونه در طرح‌های مختلف از جمله به شکل حیوانات یا مثلاً زبان انسان ساخته می‌شود. برخی از این گونه لرزاننده‌ها را می‌توان داخل کس فروکرد.
- کیر مصنوعی: این گونه از لرزاننده‌ها از جنس پلاستیک، سیلیکون، پارچه، رزین یا لاتکس ساخته می‌شوند. نام دیگر این گونه دیلدو است که قابلیت لرزش ندارد. درست است که بیش‌تر کیرهای مصنوعی شبیه به کیر ساخته می‌شوند اما طرح‌های متنوعی از این نوع در بازار وجود دارد. از این گونه می‌توان هم برای آمیزش مقعدی و هم آمیزش دهانی بهره برد. گاهی برخی انواع این گونه دارای دو سر لرزاننده هستند که فرد بتواند هم‌زمان هم آن را داخل کون فروکرده و هم کس.
- لرزاننده ضدآب: از این گونه می‌توان در جاهای خیس همچون زیر دوش آب بهره برد. درست است که این گونه ضدآب است اما نمی‌بایست آن‌ها را زیر آب استفاده کرد. برخی ویبراتورها البته این قابلیت را نیز دارا هستند که از آن‌ها در استخر و زیر آب هم بهره برد.
- لرزاننده خرگوشی: مخصوص تحریک مهبل و کلیتوریس به صورت همزمان است. از این گونه در مجموعه سکس و شهر در اواخر دهه ۹۰ بهره برده شد.[۲۰] از این گونه نیز می‌شود هم برای تحریک کس استفاده کرد و هم کون. از آنجا که نوک لرزاننده این گونه شبیه به دو گوش خرگوش است، نام آن را خرگوشی گذاشته‌اند. این گونه معمولاً از کائوچو، ژلاتین، سیلیکون یا لاتکس و در شکل‌ها و اندازه‌های گوناگون ساخته می‌شود.
- لرزاننده نقطه جی: این گونه شبیه به لرزاننده‌های سنتی است با این تفاوت که سر آن از ژل ساخته شده و نیز به صورت محدب است. این محدب بودن کار تحریک نقطه جی در زنان و پروستات در مردان را آسان می‌کند. از این گونه می‌توان بدون لرزش هم بهره برد.
- تخمی: این گونه که شبیه به تخم مرغ است، هم برای تحریک چوچوله و هم برای داخل کس طراحی شده‌است. گاهی شکل این گونه که از آن با نام تخم عشق نیز یاد می‌شود، همچون گلوله‌های کوچکی است که به همین سبب بدان‌ها ویبراتورهای گلوله‌ای نیز گفته می‌شود.
- ساعت زنگی: لرزاننده‌ای که یک ساعت زنگی در آن تعبیه شده و می‌توان آن را روی دستگاه تناسلی پوشید. نمونه‌ای از آن «روستر کوچک» که به گونه‌ای همچون ساعت زنگی، زن را درآغاز با لرزش کم و بعد با لرزش زیاد از خواب بیدار می‌کند.[۲۱]
- راکت جیبی: این گونه که شبیه به سیلندر ساخته می‌شود، در یک سر خود حاوی لرزاننده‌هایی است. از این گونه تنها برای چوچوله و نوک پستان‌ها و نه داخل کس استفاده می‌شود.
- «لرزاننده‌های به شکل وسایل»: لرزاننده‌هایی که به شکل اشیاع روزمره همچون رژ لب، تلفن همراه، دستگیره در و… ساخته می‌شوند و طبیعتاً شکل و رنگ‌های متنوعی دارند. گاهی آن قدر شبیه به شیع مورد نظر ساخته می‌شوند که با خود آن شی اشتباه گرفته می‌شوند.
- لرزاننده کون: این لرزاننده‌ها گیره‌ای دارند که اجازه نمی‌دهد دستگاه داخل لگن خاصره گیر بیفتد. معمولاً شکل آن‌ها همچون کیر است.
- لرزاننده پروانه‌ای: این گونه را می‌توان دور کمر و ران‌ها بست تا بدون دخالت دست به کار تحریک چوچوله بپردازد. همان‌طور که از نامش پیداست، این گونه به شکل پروانه‌ای است. این گونه دارای سه سطح لرزنده است: سنتی، با قابلیت کنترل از راه دور و با قابلیت تحریک کس و کون.
- حلقه کیر لرزنده: این گونه که به یک حلقه کیر متصل می‌شود معمولاً بی‌سیم کار می‌کند و برای تحریک حشفه استفاده می‌شود. از این گونه عموماً برای لذت بیش‌تر در هنگام آمیزش بهره برده می‌شود.
- لرزاننده‌های دو و سه‌ناحیه‌ای: این لرزاننده‌ها قادرند دو یا سه نقطه حساس را هم جداگانه و هم هم‌زمان تحریک کنند که این نقاط برای زنان عبارت‌اند از کس، کون و چوچوله و برای مردان نیز عبارت‌اند از حشفه، کون و خایه.
- لرزاننده‌های چندچتابی: که به کاربر اجازه می‌دهند شتاب لرزش یا ورزمندی دستگاه را تعیین کنند. کاربر با تعداد فشردن یک تکمه شتاب را تنظیم می‌کند.
- لرزاننده‌های هوشمند: این لرزاننده‌ها قابلیت اتصال به گوشی هوشمند از طریق بلوتوث را دارا هستند. این گونه لرزاننده‌ها که معمولاً با نرم‌افزار ویژه خود ارائه می‌شوند، گاهی این قابلیت را دارند که حتی از راه اینترنت هم بتوان آن‌ها را از راه دور مهار نمود.

## لرزاننده‌های ویژه معلولین
معلولین به ۲ منظور از لرزاننده‌ها در رابطه جنسی بهره می‌برند: نخست اینکه ممکن است این تنها راه ارضاء میل جنسیشان باشد. برخی معلولین توانایی حرکت دادن دست و پا را ندارند دیگری اینکه برای برخی معلولین مرد بهره‌گیری از لرزاننده تنها راه به دست آوردن منی برای لقاح مصنوعی محسوب می‌شود.

## مسائل قانونی و اخلاقی
در قوانین برخی کشورها همچون هند دارا بودن و بهره‌برداری از لرزاننده‌ها جرم محسوب می‌شود؛ هرچند می‌توان از روی اینترنت آن‌ها را خریداری کرد.
تا همین اواخر در برخی ایالت‌های جنوبی آمریکا و دشت‌های بزرگ این کشور خریدوفروش ویبراتورها زیر عنوان «ابزارهای قبیح» به طول کامل ممنوع بوده‌است. روز ولنتاین سال ۲۰۰۷ یک دادگاه ایالتی در آلاباما از قانون ممنوعیت فروش اسباب‌بازی‌های جنسی حمایت کرد. همچنین قانون «حمایت از مخالفین ضد قباحت» سال ۱۹۹۸ نیز در ۱۱ سپتامبر ۲۰۰۹ مورد حمایت این دادگاه قرار گرفت.
در فوریه ۲۰۰۸ یک دادگاه ایالتی آمریکا در تگزاس قانون ممنوعیت خریدوفروش اسباب‌بازی‌های جنسی را به این سبب که حقوق حفاظت از حریم شخصی متمم چهاردهم قانون اساسی ایالات متحده آمریکا را نقض می‌کرد، لغو نمود. این دادگاه به لاورنس در برابر تگزاس اشاره می‌کند که در آن دیوان عالی ایالات متحده آمریکا در سال ۲۰۰۳ موانع ازدواج همجنسگرایان را برداشته به گونه‌ای که بر خلاف قانون اساسی «یک مسئله مربوط به اخلاق عمومی را با محدود کردن روابط صمیمانه فردی» به اجرا درآورده است. . قوانین مشابهی در کلرادو و کانزاس لغو شدند. تا سال ۲۰۰۹ آلاباما تنها ایالتی بود که خریدوفروش اسباب‌بازی‌های جنسی را منع و منوط به در دست داشتن نسخه پزشک کرده بود.

یک اخلاق زیستی‌شناس و تاریخ‌دان پزشکی به نام جیکوب ام اپل بر این باور است که اسباب‌بازی‌های جنسی در حقیقت یک «ابزار اجتماعی» و «جایگزین ازدواج» هستند که «نقش مهمی در زندگی عشقی میلیون‌ها آمریکایی ایفا می‌کنند». وی این چنین نوشته‌است: 
نمی‌توان گفت زنان آلابامایی بیش‌تر کتاب مقدس دارند یا کیر مصنوعی. اما من حدس می‌زنم آنان بیش‌تر از کیر مصنوعی استفاده می‌کنند تا از کتاب مقدس. مشخصا این کار لذت بیش‌تری دارد. حتی فراتر از آن، من دلیلی نمی‌بینم که بخواهیم اسباب‌بازی‌های جنسی را از دسترس متاهلین، مجردها یا حتی کودکان دور نگاه داریم. حال که اطمینان داریم جلق زدن باعث کوری دختران کوچک نمی‌شود، یا مثلاً باعث رشد مو روی کف دست نمی‌گردد، بنابراین بهره‌برداری از اسباب‌بازی‌های جنسی به کسی آسیب نمی‌رساند. در بین چیزهایی که من مایل نیستم بچه‌ها در فروشگاه‌ها ببینند، یعنی اسلحه، کبریت، سم و خوراکی‌های بی‌ارزش، اسباب‌بازی‌های جنسی در ته فهرست قرار دارند.